# Бурхард фон Драйлебен
Бурхард фон Драйлебен (*Burchard von Dreileben, д/н —1366) — 24-й магістр Лівонського ордену в 1340—1345 роках.

## Життєпис
Походив з шляхетського роду Драйлебенів, за різними відомостями вестфальського або нідерландського (з Оверейселя) походження (на користь останньої гипотези свідчить часте написання прізвища як ван Дрейлевен або ван Дрейлов). Практично відсутні відомості про родину, дату і місце народження. До 1320 року доєднався до Лівонського ордену.
1339 року стає феллінським комтуром. 1340 року призначено комтуром Мітави і Віндави. Того ж року після відставки магістра Еберхарда фон Монгайма обирається новим очільником Лівонського ордену.
Основний напрямок діяльності зосередив на стосунках з Псковською республікою. У 1341 року розпочав перемовини з останньою щодо укладання мирного договору, але їх було зірвано. В результаті почалися обопільні напади на території: орденські війська на околиці Ізборська, а псковичі в землі Дерптського єпископства.
У 1342 році Бурхард фон Драйлебен задля зміцнення кордонів держав заснував на місті естського городища замок Нейгаузен. Невдовзі наказав звести замки Фрауенбург і Маріенбург. Слідом за цим здійснив спроби захопити Ізборськ, проте марно. При цьому псков встановив союз з князем вітебським Ольгердом і жемайтським князем Кейстутом. У 1343 році псковсько-новгородське військо здійснило спустошливий напад над Східну Лівонію. У битві біля Нейгаузена орденські війська зазнали поразки, але супротивник залишив межі Ливонії.
У 1343 році Бурхард фон Драйлебен втрутився у справи Данської Естляндії, де вибухнуло потужне селянське повстання, яке підтримував Псков. При цьому магістр витребував згоду на компенсацію усіх військових витрат для придушення повстання. Спочатку Бурхард фон Драйлебен біля замку Вайсенштайн завдав естам поразки. Потім заманив на перемовини очільники повстання, яких було схоплено й страчено. В подальшому магістр завдав поразки повсталим в Гарріені та біля Ревеля, вбивши 12 тис. естів. У 1344 році по замерзлому морю переправився на острів Езель, яким повсталі майже повністю оволоділи. На допомогу ливонському ландмейстеру прибули війська Тевтонського ордену. 1345 року повстання було повністю придушено на острові, а очільники та активні учасники страчені.
Бурхард фон Драйлебен фактично встановив контроль над Данською Естляндією. Скориставшись неможливістю данського короля Вальдемара IV компенсувати видатки на придушення повстання, магістр Ордену розпочав з королем перемовини щодо викупу усією Естляндії. Їх було завершено вжепри наступникові Бурхарда фон Драйлебена.
У 1345 році великий князь литовський Ольгерд, скориставшись відсутністю магістра (завершував придушувати повстання на Езелі), вдерся в межі Ливонії, сплюндрувавши замки Тервете і Зегеволде. На бік литовців перейшов плем'я ліві. Також було сплюндровано околиці Мітави, Ашерадена, Вендена, області Торейде і Кремун. Наприкінці 1345 року фон Драйлебен пішов у відставку. При чини цього невідомі.
1346 року його було призначено комтуром Ревеля. Наприкінці того ж року стає комтуром Страсбургу в Пруссії. При цьому є згадка, що у 1347 року залишався ревельським комтуром, оскільки 1 лютого звернувся до свого наступника на посаді ландмейстра Госвіна фон Геріке стсовно підтвердження надання любекського права для міста Ревель. Остання згадка про Бурхарда фон Драйлебена відноситься до 1366 року.